# 越南人民海軍
越南人民海军（越南语：／）是越南人民军的海軍部隊。隶属于越南国防部。

## 历史

### 越南战争时期
1946年7月19日，越南民主共和国代总统黄叔沆签署法令筹建越南海军。1946年9月10日，武元甲开始筹建海军的核心。1949年3月8日，根据武元甲签署的No. 284/ND命令，越南人民军总参谋部设立一个海军研究委员会。
1954年的日内瓦会议后，越南民主共和国进入了一个和平发展期。1955年5月7日，建立了总参岸防局。这成为越南人民海军建军日。 1962年底，越南海军总兵力发展为7300人，装备各型舰艇40余艘。
1964年8月2日的东京湾事件中，北越海军第135鱼雷艇中队的3艘123K型鱼雷艇对美国海军驱逐舰DD-731 Maddox发动了鱼雷攻击。
北越海军除了岸防战斗任务，还承担着为越南人民军以及越南南方人民解放武装力量海运补给物资的任务。1961年10月31日，第一条海上胡志明小道由第759运输队完成。这些运输任务常化装为渔船来完成。1965年2月16日，一条100吨的北越海军第125运输队的拖网渔船在绥和永罗湾（Vung Ro Bay）被发现，这导致了美国海军与南越展开市场时间行动来拦截北越的海上运输。
1965年，总参海防局升格为海军（军级）。1966年4月13日，越南海军在海防水源县成立了126水上特工团，还组建了172炮艇大队、128渔船大队等单位。
1972年4月19日，北越海军与空军在近岸参加了洞海战役。1架米格-15歼击机的投掷的1枚250磅航弹，炸毁了USS Higbee DD-806的5英寸炮塔。
1975年胡志明战役期间，北越海军加强了对越南南方的海上运补。 1975年4月4日，北越海军陆战队第126旅使用缴获的南越海军船只，运输部队抢占了南沙群岛南子岛。4月26日，北越海军抢占铁线礁、4月27日抢占鸿庥岛 (April 27)、4月28日抢占景宏岛、4月29日抢占南威岛，以及敦谦沙洲、安波沙洲。

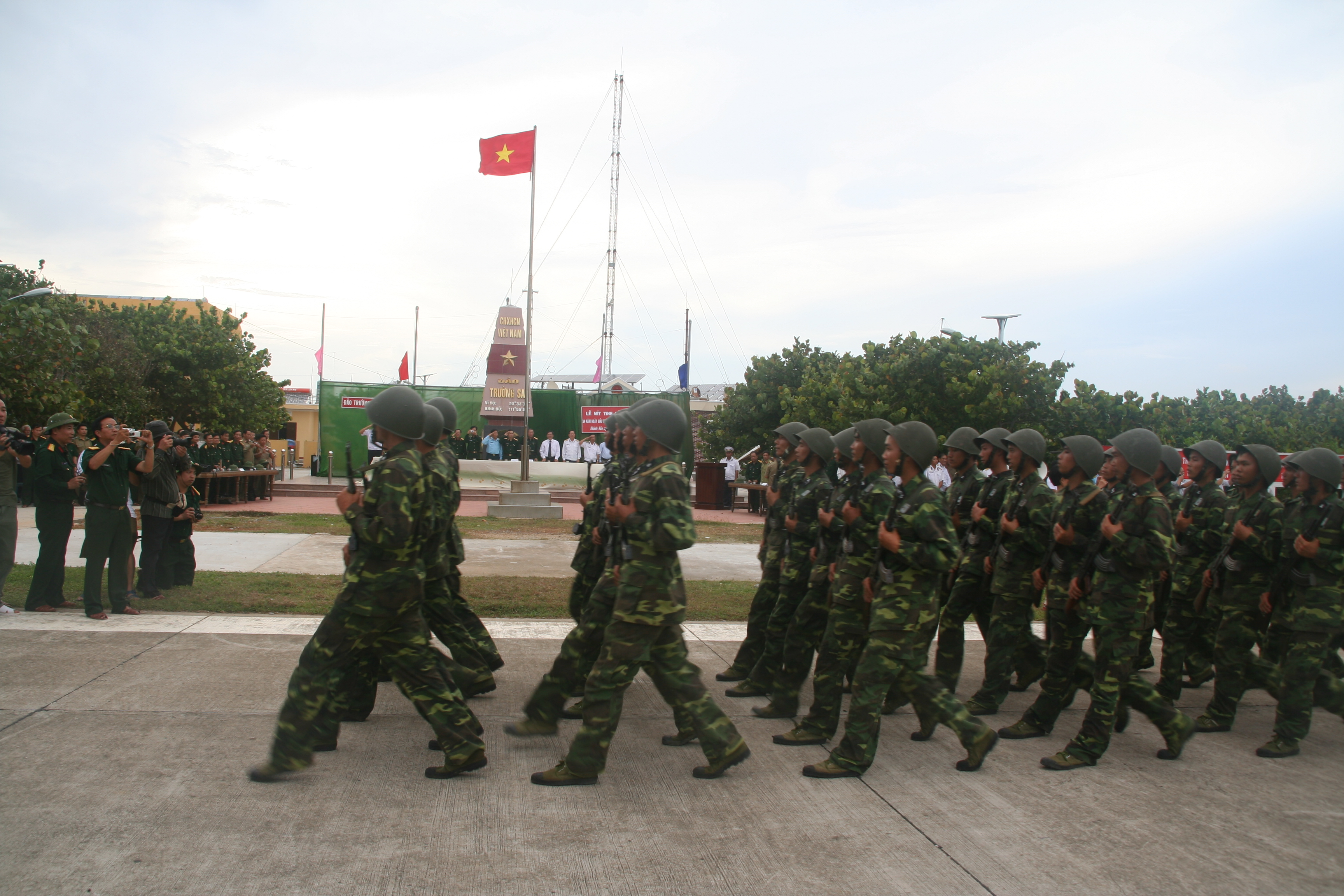
越南海军守岛部队在南威岛检阅。

1975年之前，北越海军约有40条巡逻艇，仅是一支近岸舢板部队。1975年4月30日，越南共和国投降后，越南人民海军从南越俘获了大量海军舰船，包括两条巡逻护卫舰、超过100艘巡逻船、大约50艘登陆船艇。在整个抗美救国战争期间，越南人民海军共击落美军、南越军飞机118架，击沉美军、南越军舰船数百艘。1975年越南南北统一时，越南海军官兵的总数达到了1万余人，编成8个大队，装备各型舰艇150余艘。
1970年代后期，越南海军陆战队控制了南沙群岛大部岛礁，装备了PT-76轻型两栖坦克、BTR-60装甲人员输送车。1978年底，越南海军兵力已达3万余人，装备各型舰艇260余艘，编成1个舰队、3个旅、17个团。1980年底，由于柬越战争获得苏联大力援助，越南海军总兵力达到了5万人，编成1个舰队、10个旅、15个团，装备各型舰艇约300艘。
1986年以来，越南海军人员数量由5．5万人相减至3万人，舰艇数量由384艘精减至约300艘。1988年，越南海军的运输船与中国海军护卫舰在赤瓜礁打了一场海战，越南海军200人以上阵亡。

## 组织结构

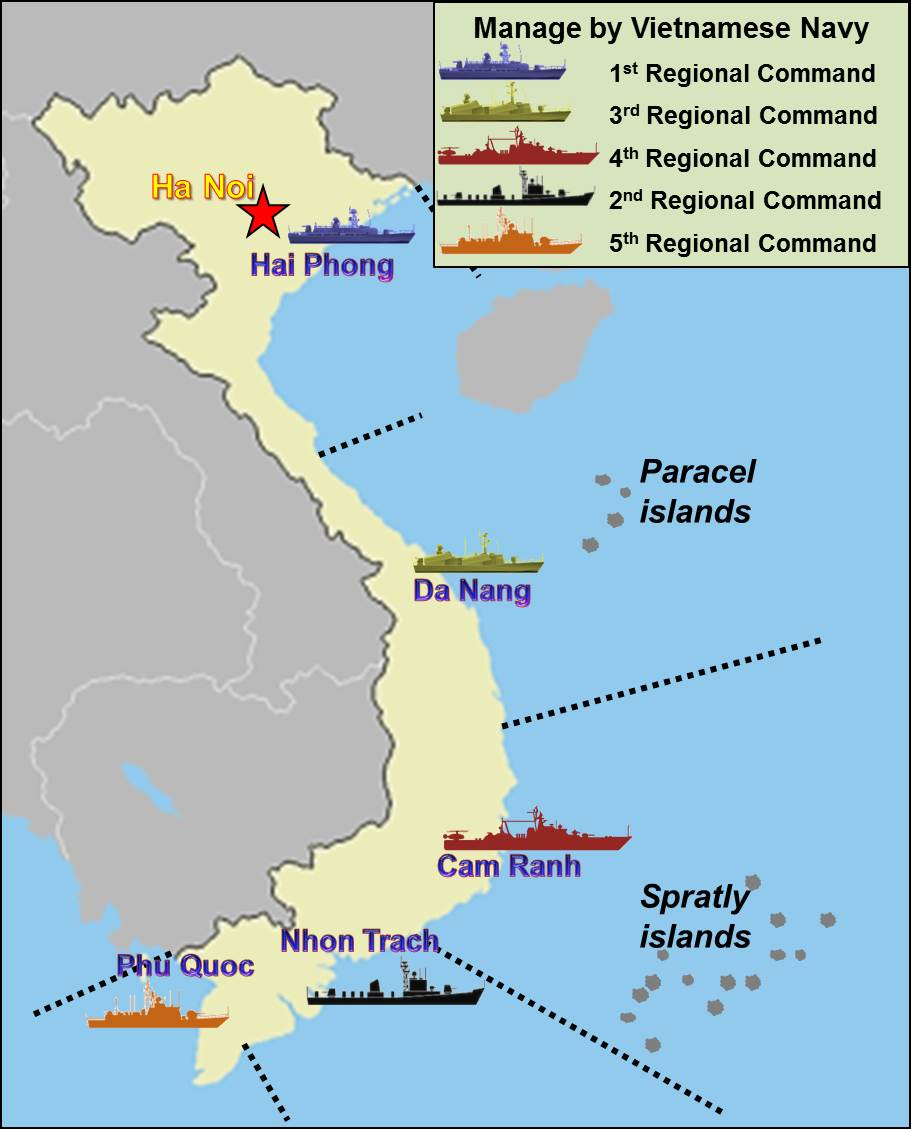
越南海军的海上区

海军机关包括海军司令部、海军政治局、海军后勤局、海军技术局、海军院校训练局。在胡志明市设有海军前線指揮部。另辖东海海产开发公司等。

### 海区
海区是越南海军的战区划分，包括了舰船、海军航空兵、陆战队、守岛部队、岸防部队以及雷达、通信、后勤等保障部队。每个海区一般辖有1—2个舰艇支队、1—2个守备团、1个雷达营。舰艇支队由中型、小型舰艇混编而成。
1975年10月26日，越南国防部发布No.141/QD-QP命令，建立5个海岸区指挥部。1978年，海岸区更名为海区（Naval Regions）：
- 第1海区：东京湾沿海，从广宁省北仑河口到和静市吊昂山海区，包括东京湾中的岛礁。指挥部设在海防市.海军基地有河修港，重要港口有海防、鸿基、锦普、万华等。主要装备各型舰艇80余艘。其中作战舰艇18艘（鱼雷艇7艘、护卫巡逻艇10艘、扫雷艇1艘）；两栖舰艇29艘（坦克登陆舰2艘、中型登陆舰3艘、登陆艇24艘）；辅助船只36艘（运输船14艘、油船5艘、水船1艘、拖船7 艘、测量船3艘、武装渔船6艘）.
  - 第170舰艇支队：驻海防市，编有6个海队，各海队分散驻泊，装备为7艘鱼雷艇、10艘巡逻艇和3艘登陆艇。
  - 第147陆战旅：驻广安，编为7个营及若干个连，装备PT-76B和BTR-60PB。
  - 第679岸舰导弹团：驻海防一带。担任防守红河三角洲抗登陆。装备4K44岸舰导弹系统（英语：SS-N-3 Shaddock）
  - 第952守备团：驻白龙尾岛，由步兵、岸炮、高炮等混编。装备有2辆坦克、2辆装甲车、10门85毫米加农炮、42门高炮、14挺高射机枪。
- 第2海区：负责南部沿海，从平顺省到薄寮市昆仑海区，南方大陆架，包括关键海洋经济区DK1, DK2. 指挥部设在同奈省仁泽县。第2海区已经撤銷并入第4海区。
- 第3海区：负责中部沿海，从广平省吊昂山海区到平定省归仁海区，包括昏果岛、李山岛等，以及越南声索的西沙群岛。指挥部设在岘港.重要港口有归仁、筝河等。各型舰艇40余艘，其中作战舰艇33艘（导弹艇16艘、扫雷舰艇6艘、鱼雷艇10艘、护卫巡逻艇1艘）；两栖舰艇3艘，全部为登陆艇；辅助舰船12艘（运输船4艘、油船2艘、武装渔船2艘、拖船4艘）
  - 第172舰艇支队：驻岘港。下辖六个海队、1个高炮营等，装备导弹艇16艘，鱼雷艇5艘。由172炮艇大队扩编。
  - 第161舰艇支队：驻岘港，装备6艘扫雷舰、5艘鱼雷艇、1艘巡逻艇。
  - 第680岸舰导弹团：驻岘港。装备4K51岸舰导弹系统
- 第4海区：负责中南部沿海，从富安省归仁海区到平顺省，包括富贵岛，以及越南实际控制的南沙群岛一多半岛礁。指挥部设在金兰湾。 装备各型舰艇60余艘。其中作战舰艇12艘（导弹驱逐舰1艘、护卫舰5艘、护航舰1艘、护卫巡逻艇5艘）；两栖舰艇5艘，全部为登陆艇；辅助船只49艘（运输船25艘、水船4艘、油船2艘、拖船7艘、武装渔船11艘）
  - 第171舰艇支队：驻胡志明市白腾港，在头顿设有指揮部，担负海上机动作战任务。1976年11月5日，在胡志明市组建，编成为3个大队。
  - 第189潜艇旅：2013年5月29日在金兰军港成立。装备6艘636型基洛级潜艇。
  - 第101陆战旅：驻富国岛，参加过柬越战争。现该旅下辖10个营，装备63式水陸坦克，由101守备团扩编。
  - 第126陆战旅：驻金兰湾，辖1个水上特工团、4个陆战营、2个装甲营、2个炮兵营、1个高炮营，另有工兵、通信、侦察连各1个。主要装备有：两栖坦克、装甲车、追击炮、加农炮、无座力炮、高炮等。由126水上特工团扩编。
  - 第146海军步兵旅：驻金兰湾，辖2个营及若干直属连。驻南沙守岛部队采取定期轮换制。已在所占南沙岛礁上设立了37部对海对空雷达、105门火炮、110门高炮、130座碉堡、15个炮楼、37辆中型坦克、33辆水陆两用坦克，有7个岛礁上筑有直升机起降场，南子岛还筑有小型飞机跑道。南威岛和鸿休岛上部署了130毫米加农炮。南沙守卫岛礁部队2066人，年需食物和淡水约2万吨，29个越占岛礁年需油料及弹药约2000吨。[來源請求]
  - 第954航空兵旅：驻岘港。1979和1980年苏联分别援助越南5架和8架ka-25型反潜直升机，1981年苏又援助4架别-12型反潜巡逻机。在此基础上，组建了海航954飞行团，原为一支直升机反潜部队，1993年6月调归越南空军，2013年7月3日在岘港移交海军，标志着越南海军航空兵正式成立。装备有米-4、米-6、米-8、卡-25、UH-1直升机，别-12反潜巡逻机，卡-25型反潜直升机以及缴获自美军的UH-1“休伊”直升机。
  - 第956岸炮团：驻金兰湾。装备以色列远程制导火箭炮
  - 第957岸炮团：驻潘切。装备堡垒P岸舰导弹系统
- 第5海区：负责在泰国湾的西南部沿海，从金瓯市昆仑海区到坚江省指挥部设在富国岛。重要港口有安太、迪石、芹且等。各型艇船约30艘，其中作战舰艇4艘，均为巡逻艇；两栖舰艇12艘，均为登陆艇；辅助船只12艘（运输船4艘、油船1艘、武装渔船5艘、拖船1艘、客船1艘）。
  - 第127舰艇支队：驻富国岛安太港，装备10艘巡逻船。
  - 第953守备团：驻昆仑岛。
- 第125运输支队：直属海军司令部，下辖5个海队。旅部和第4、第6海队驻海防，指揮部和第1、3、5海队驻胡志明市。共装备有两栖舰艇、后勤舰船约20余艘。
- 东海海产开发总公司：直属海军，下设有三个渔船队，拥有武装渔船60余艘。

### 兵种
| 水面舰艇兵 | 海军步兵 | 海军陆战队 | 海军航空兵 | 海防导弹兵 | 潜水艇兵 |
| ---------- | -------- | ---------- | ---------- | ---------- | -------- |
|            |          |            |            |            |          |

### 越南海军军衔
越南海军没有大将军衔。
| 级别     | 军衔       | 翻译         | 肩章 | 领章 | 袖章 |
| -------- | ---------- | ------------ | ---- | ---- | ---- |
| 海军将官 | 越南语：／ | 海军上将     |      |      |      |
| 海军将官 | 越南语：／ | 海军中将     |      |      |      |
| 海军将官 | 越南语：／ | 海军少将     |      |      |      |
| 高级军官 | 越南语：／ | 海军大校     |      |      |      |
| 高级军官 | 越南语：／ | 海军上校     |      |      |      |
| 高级军官 | 越南语：／ | 海军中校     |      |      |      |
| 高级军官 | 越南语：／ | 海军少校     |      |      |      |
| 初级军官 | 越南语：／ | 海军大尉     |      |      |      |
| 初级军官 | 越南语：／ | 海军上尉     |      |      |      |
| 初级军官 | 越南语：／ | 海军中尉     |      |      |      |
| 初级军官 | 越南语：／ | 海军少尉     |      |      |      |
| 海军士官 | 越南语：／ | 海军上士     |      | 无   | 无   |
| 海军士官 | 越南语：／ | 海军中士     |      | 无   | 无   |
| 海军士官 | 越南语：／ | 海军下士     |      | 无   | 无   |
| 水兵     | 越南语：／ | 一兵         |      | 无   | 无   |
| 水兵     | 越南语：／ | 二兵         |      | 无   | 无   |
| 海军学员 | 越南语：／ | 海军軍官学员 |      | 无   | 无   |

### 海军学院
越南海军学院，位于芽庄市，承担培训越南海军师级指挥军官，以及海军参谋。 1955年4月26日建校，称岸防训练学校。1959改称海军训练学校。1961年改称越南海军学校。1967年改称海军军官学校。1980年改称海军指挥工程学校。1993年改称海军学院。

## 舰队
越南海军舰船舷号以HQ (越南单词“海军”——Hải Quân的缩写)开头.
| 潜艇                       | 潜艇                                            | 潜艇                                                     | 潜艇           | 潜艇                 | 潜艇                                                                  | 潜艇 |
| 照片                       | 型级                                            | 生产国                                                   | 类属           | 数量                 | 在役                                                                  | 船只 |
| -------------------------- | ----------------------------------------------- | -------------------------------------------------------- | -------------- | -------------------- | --------------------------------------------------------------------- | --- |
|                            | 基洛级改进型                                    | 俄羅斯 · 海军上将造船厂                                  | 潜艇           | 6                    | 订购6艘。2013年8月首艇交付, 2013年底交付第2艘                         | HQ-182 河内 HQ-183 胡志明市 HQ-184 海防 HQ-185 岘港 HQ-186 庆和 HQ-187 巴地头顿                                 |
| 护卫舰                     |                                                 |                                                          |                |                      |                                                                       | |
| 照片                       | 型级                                            | 生产国                                                   | 类属           | 数量                 | 在役                                                                  | 船只 |
| INS Kuthar                 | 庫克里級導彈護衛艦                              | 印度                                                     | 护卫舰         | 1                    |                                                                       | |
|                            | 猎豹级3.9                                       | 俄羅斯 · 泽廖诺多利斯克设计局 · 加里宁格勒市扬塔尔造船厂 | 护卫舰         | 4                    | 4艘在役 (2艘在建)。2007年3月28日签订合同，首2艘俄建造，后4艘越南建造  | HQ-011丁先皇号 HQ-012 李太祖号 HQ-015 陳興道号 HQ-016 光中号                                                    |
|                            | 别佳III级 Project 159AE                         | 苏联 · 泽廖诺多利斯克设计局 · 加里宁格勒市扬塔尔造船厂   | 护卫舰         | 2                    | 在役.从俄罗斯购入二手舰                                               | HQ-09奇和 HQ-11芝灵                                                                                             |
|                            | 别佳II级 Project 159A                           | 苏联 · 泽廖诺多利斯克设计局 · 加里宁格勒市扬塔尔造船厂   | 护卫舰         | 3                    | 在役                                                                  | HQ-13河内号 HQ-15范五老号 HQ-17吴权号                                                                           |
|                            | 闪电级（Tarantul V/Project 1241.8）             | 俄羅斯 · 阿尔玛兹造船厂 · 越南 胡志明市巴松造船厂        | 护卫舰         | 4                    | 在役 俄罗斯建造前2艘，自2009年起越南自行建造后10艘. 13/3/2013交付4艘. | HQ-336 HQ-365 HQ-375 HQ-376                                                                                     |
|                            | 波克级（Pauk BPS-500/Project1241RE改）          | 俄羅斯 · 阿尔玛兹造船厂 · 越南 胡志明市巴松造船厂        | 护卫舰         | 1                    | 在役。HQ-382在建。另越南自建6艘。                                     | HQ-381 |
|                            | 浦項級輕型護衛艦                                | · Korea SEC · 大宇造船                                   | 护卫舰         | 2                    | 分別於2017年6月及2018年10月接收自大韓民國海軍                         | HQ-18 HQ-20 |
| 护卫艇                     |                                                 |                                                          |                |                      |                                                                       | |
| 照片                       | 型级                                            | 生产国                                                   | 类属           | 数量                 | 在役                                                                  | 船只 |
|                            | 毒蜘蛛级1/2型（Tarantul 1/2 、Project 1241RE）  | 俄羅斯 · 阿尔玛兹造船厂                                  | 大型导弹快艇   | 6                    | 在役。1990年代初期从俄罗斯订购4艘I型衍生型，后又从波兰海军采购2艘。   | HQ-371 HQ-372 HQ-373 HQ-374 HQ-377 HQ-378                                                                       |
|                            | 斯维特里雅克级（Svetlyak class/Project 1041.2） | 俄羅斯 · 彼得堡阿尔玛兹造船厂                            | 护卫艇         | 6                    | 在役                                                                  | HQ-261 HQ-263 HQ-264 HQ-265 HQ-266 HQ-267                                                                       |
|                            | TT-400TP级                                      | 越南 · 海防市红河公司Z-173船厂                           | 护卫艇         | 2                    | 在役 (1艘在建)                                                        | HQ-272 HQ-273                                                                                                   |
|                            | 黄蜂II级（Osa II class/Project 205U/ER）        | 苏联                                                     | 导弹艇         | 8                    | 在役                                                                  | HQ-354, HQ-355, HQ-356, HQ-357, HQ-358, HQ-359, HQ-360, HQ-361                                                  |
|                            | 图利亚级206ME                                   | 苏联                                                     | 水翼鱼雷快艇   | 5                    | 在役                                                                  | HQ-331 HQ-332 HQ-333 HQ-334 HQ-335                                                                              |
|                            | 胡蜂级（Shershen class/Project 206）            | 苏联                                                     | 排水型鱼雷快艇 | 16                   | 在役                                                                  | HQ-301 HQ-302 HQ-303 HQ-304 HQ-305 HQ-306 HQ-307 HQ-308 HQ-309 HQ-310 HQ-311 HQ-312 HQ-313 HQ-314 HQ-315 HQ-316 |
| 扫雷舰 (8艘在役)           |                                                 |                                                          |                |                      |                                                                       | |
| 照片                       | 级型                                            | 生产国                                                   | 类别           | 数量                 | 在役                                                                  | 船只 |
|                            | 索尼亚级1265E                                   | 苏联                                                     | 扫雷舰         | 4                    | 在役                                                                  | HQ-861 HQ-862 HQ-863 HQ-864                                                                                     |
|                            | Yurka class                                     | 苏联                                                     | 扫雷舰         | 2                    | 在役                                                                  | HQ-851 HQ-852                                                                                                   |
|                            | Yevgenya class                                  | 苏联                                                     | 扫雷舰         | 2                    | 在役                                                                  | |
| 运输/后勤支援船 (11艘在役) |                                                 |                                                          |                |                      |                                                                       | |
| 照片                       | 型级                                            | 生产国                                                   | 类属           | 数量                 | 在役                                                                  | 船只 |
|                            | Giao su Vien si Tran Dai Nghia                  | 荷蘭 · Damen Group · 越南 · Song Thu company             | 科学考察船     | 1                    | 在役                                                                  | HSV- 6613 |
|                            | K-122 class                                     | 越南 · 189船厂                                           | 运输船         | 2                    | 在役                                                                  | HQ-571 Trường Sa HQ-561 Khánh Hòa (医院船)                                                                      |
|                            | HQ-996 class                                    | 越南                                                     | 运输船         | 1                    | 在役                                                                  | HQ-996 |
|                            | Trường Sa class                                 | 越南 · 189船厂                                           | 运输船         | 7                    | 在役                                                                  | Trường Sa 04, Trường Sa 08, Trường Sa 14, Trường Sa 19, Trường Sa 20, Trường Sa 21, Trường Sa 22                |
| 登陆舰艇 (6 在役)          |                                                 |                                                          |                |                      |                                                                       | |
| 照片                       | 型级                                            | 生产国                                                   | 类属           | 数量                 | 在役                                                                  | 注释 |
|                            | LST-542-class                                   | 美国                                                     | 登陆舰         | 1                    | 在役                                                                  | HQ-501 |
|                            | 北方级（Polnocny-B/Project 771A）               | 苏联/ 波蘭                                               | 中型登陆舰     | 3                    | 在役                                                                  | HQ-511 HQ-512 HQ-513                                                                                            |
|                            | HQ-521 class                                    | 越南                                                     | 登陆舰         | 2                    | 在役                                                                  | HQ-521 HQ-522                                                                                                   |
| 飞机(9架在役)              |                                                 |                                                          |                |                      |                                                                       | |
| 照片                       | 型级                                            | 生产国                                                   | 类属           | 数量                 | 在役                                                                  | 注释 |
| Deleted image removed:     | DHC-6双水塔                                     | 加拿大 · Viking Air                                      | 巡逻机         | 6                    | 2测试中                                                               | 2012 - 2014交付.                                                                                                |
|                            | Ka-27                                           | 苏联                                                     | 反潜直升机     | 8                    | 在役                                                                  | 作为舰载直升机                                                                                                  |
|                            | EC225超级美洲狮                                 | 法國 · 欧洲直升机集团                                    | 巡逻直升机     | 2                    | 在役                                                                  | |
|                            | Magic Eye 01                                    | 越南 · 越南航宇 · 瑞典 · 无人机系统集团公司              | UAV            |                      | 开发中                                                                | |
| 反舰导弹                   |                                                 |                                                          |                |                      |                                                                       | |
| 照片                       | 型级                                            | 生产国                                                   | 类属           | 数量                 | 在役                                                                  | 注释 |
|                            | SS-N-26 红宝石                                  | 俄羅斯 · 俄罗斯机器制造科学生产联合体                    | 岸防导弹       | 10部发射器/ 40枚导弹 | 2 套K-300P Bastion-P 系統                                             | to negotiate that Vietnam will self-produced                                                                    |
|                            | P-5 Pyatyorka (SS-N-3 柚子)                     | 苏联 · 切罗梅设计局                                      | 岸防导弹       |                      | 在役                                                                  | 越南自产 |
|                            | SS-N-2 冥河                                     | 苏联 · MKB Raduga                                        | 反舰导弹       | 20                   | 在役                                                                  | 越南自产 |
|                            | Kh-35 Uran-E (SS-N-25 弹簧刀)                   | 俄羅斯 · Zvezda                                          | 反舰导弹       | 103枚导弹            | 在役/equipped in Molniya and Gepard class ships                       | 越南自产 |
|                            | 3M-54 (SS-N-27 石榴石)                          | 俄羅斯 · Novator Design Bureau                           | 潜舰导弹       |                      | 装备基洛级潜艇                                                        | |

### 近岸巡逻船
- 越南 10艘 (计划+25) HQ-56级(Stolkraft; 22.5米) PB with 1x20mm
- 越南 5艘HQ-37级 (Vinashin合资船厂)
- 苏联 15艘Zhuk级巡逻船(Project 1400M)

### 辅助船
- 苏联 1艘Sorum级 (Project 745)辅助远洋拖船 ATA
- 苏联 1艘Voda级 (MTV-6/Project 561) AWT
- 苏联 5艘Nyrat-2级 (Project 376U) 潜水工作船 (YDT)
- 越南 5艘小型漂浮干船坞 (YFDL)
- 苏联 5艘PO-2 (Project 376) YFL
- 美国 5艘美制55米石油驳船 (YO)
- 美国 5艘Chaolocco级中型海港拖船 (YTM)
- 10艘(估计) 小型港口拖船 (YTL)

### 轻武器
- 88式突击步枪
- 88-1式 折叠枪托版
- 82式通用机枪
- 中國 59式手枪
- 66式手枪

## 修造船能力
越南地方和海军的造船厂总共只有20余家。舰船的修造能力十分有限。目前勉强开始自造500吨级的护卫艇。大部分修造船厂只能承修500吨以下的船艇。越南不具备生产火炮等重型装备及雷达声纳等技术装备的能力，加上越南海军的舰船型号庞杂、零配件奇缺，修造困难重重。